# Hasselt
Hasselt (wym. [ˈɦɑsəlt]) – miasto w północno-wschodniej Belgii, w Regionie Flamandzkim, siedziba administracyjna prowincji Limburgia oraz okręgu Hasselt. 1 stycznia 2024 liczyło 80 828 mieszkańców. Leży nad rzeką Demer i Kanałem Alberta. Zarówno pod względem powierzchni jak i liczby mieszkańców jest największym miastem w prowincji.

## Historia
Założone w VII w. Nazwa wiąże się prawdopodobnie z leszczyną. Było ono jednym z największych miast hrabstwa Loon. Ówczesne hrabstwo obejmowało tereny obecnej prowincji Limburgia. Miasto otrzymało nazwę w 1165 roku i niedługo potem zaczęło starać się o nadanie praw miejskich. Otrzymało je w 1232 roku od hrabiego Arnolda IV. Dzięki korzystnemu położeniu w pobliżu zamku hrabiowskiego i opactwa Herkenrode w Kuringen, Hasselt szybko stało się jednym z ważniejszych ośrodków Limburgii, choć stolicą prowincji było Borgloon. W 1366 roku hrabstwo stało się częścią diecezji Liège i znajdowało się pod panowaniem francuskim aż do roku 1794.
5 grudnia 1798 r. w trakcie wojny chłopskiej w Belgii (1798–1799) doszło do bitwy pod Hasselt, w której zrewoltowani chłopi z Flandrii, Brabancji oraz Kempen pod wodzą Emanuela Benoit Rolliers’a, sprzeciwiający się przymusowemu zaciągowi do wojska francuskiego, w toku ciężkich walk (z użyciem kos, wideł i broni zdobycznej) zostali pokonani przez Francuzów. Pomimo klęski powstańcy walczyli jeszcze kilka miesięcy, zanim całkowicie ulegli siłom francuskim.
Stolicą regionu aż do 1839 roku było Maastricht, jednak po uzyskaniu niepodległości przez Belgię zostało ono w Niderlandach. Od tego czasu Hasselt jest stolicą belgijskiej prowincji Limburgia. W 1967 roku Limburgia została wyłączona z diecezji Liège i od tej pory Hasselt należy do diecezji Hasselt.

## Podział administracyjny
W skład gminy wchodzi siedem dzielnic (deelgemeente).
- Kermt
- Kuringen (Curange)
- Sint-Lambrechts-Herk (Herck-Saint-Lambert)
- Spalbeek
- Stevoort
- Stokrooie
- Wimmertingen

## Gospodarka
W mieście rozwinął się przemysł elektrotechniczny, chemiczny, drzewny oraz spożywczy.

## Transport

### Komunikacja miejska
Od 1 lipca 1997 roku zlikwidowano w Hasselt odpłatność za poruszanie się komunikacją miejską. Autobusy miejskie, oznaczone literą "H" były darmowe zarówno dla mieszkańców, jak i turystów. Pozostałe linie - dla mieszkańców Hasselt, ale tylko podczas podróży na terenie miasta. Na przełomie XX i XXI wieku cechą transportu w Hasselt był niezwykle wysoki udział transportu samochodami osobowymi (aż 71%), jednak w ciągu kolejnych lat udział transportu publicznego wzrósł znacznie 
W 2014 przywrócono odpłatność od części użytkowników.

### Kolejowy
W mieście znajduje się stacja kolejowa Hasselt.

### Lotniczy
Najbliższe lądowisko to Kiewit.

## Turystyka
- katedra św. Kwintyna (Sint-Quintinus), powstała razem z Hasselt. Kościół, a zwłaszcza jego wieża, odzwierciedla różne style i etapy budowy. Niższa część wieży przypomina o romańskim kościele, który stał tam w XII wieku. W XIII wieku kościół został przebudowany na gotycką modłę. 63-metrowa wieża mieści 46 carillonów Jeden z pawilonów w ogrodzie japońskimRynek Grote Markt

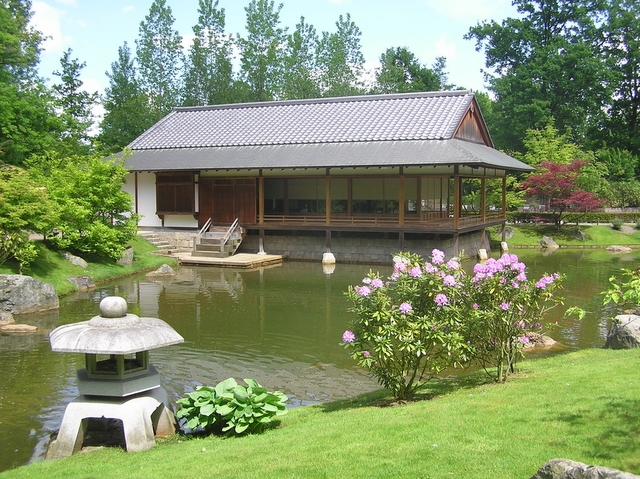
Jeden z pawilonów w ogrodzie japońskim

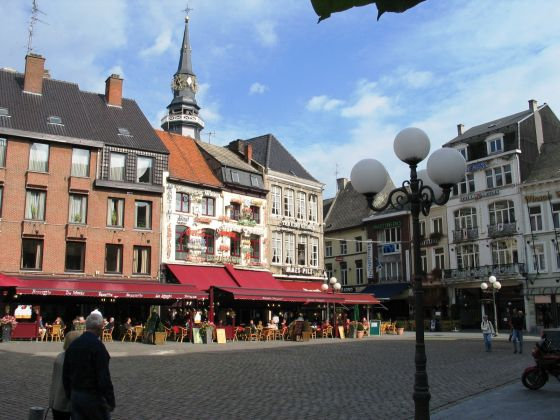
Rynek Grote Markt

- bazylika Virga Jesse, pochodzi z 1727 roku i zbudowana została w klasycystycznym stylu. W kościele mieści się posąg Madonny z XIV wieku (drzewo Jessego). Warty uwagi jest też barokowy ołtarz i groby przełożonej opactwa Herkenrode
- ogród japoński, zajmuje obszar 2,5 hektara i jest największym takim ogrodem w Europie. Został zbudowany z pomocą partnerskiego miasta Itami w 1992 roku. Bazuje on na XVII-wiecznym japońskim ogrodzie herbacianym. Ogród składa się z trzech części: przejściowy obszar pomiędzy parkiem a właściwym ogrodem japońskim, właściwy ogród, gdzie znajdują się stawy, kaskady i pawilony. Trzecia część ogrodu mieści 250 japońskich drzewek wiśniowych
- plac Grote Markt
- Muzeum jeneveru (Jenevermuseum), muzeum jeneveru, czyli ginu o bardzo gęstej konsystencji, produkowanego z melasy z dodatkiem owoców jałowca. Ten tradycyjny napój alkoholowy produkowany jest w Niderlandach i we Flandrii
- Muzeum Mody Hasselt (Modemuseum Hasselt)
- muzeum Het Stadsmus, muzeum historii miasta.Park miejski

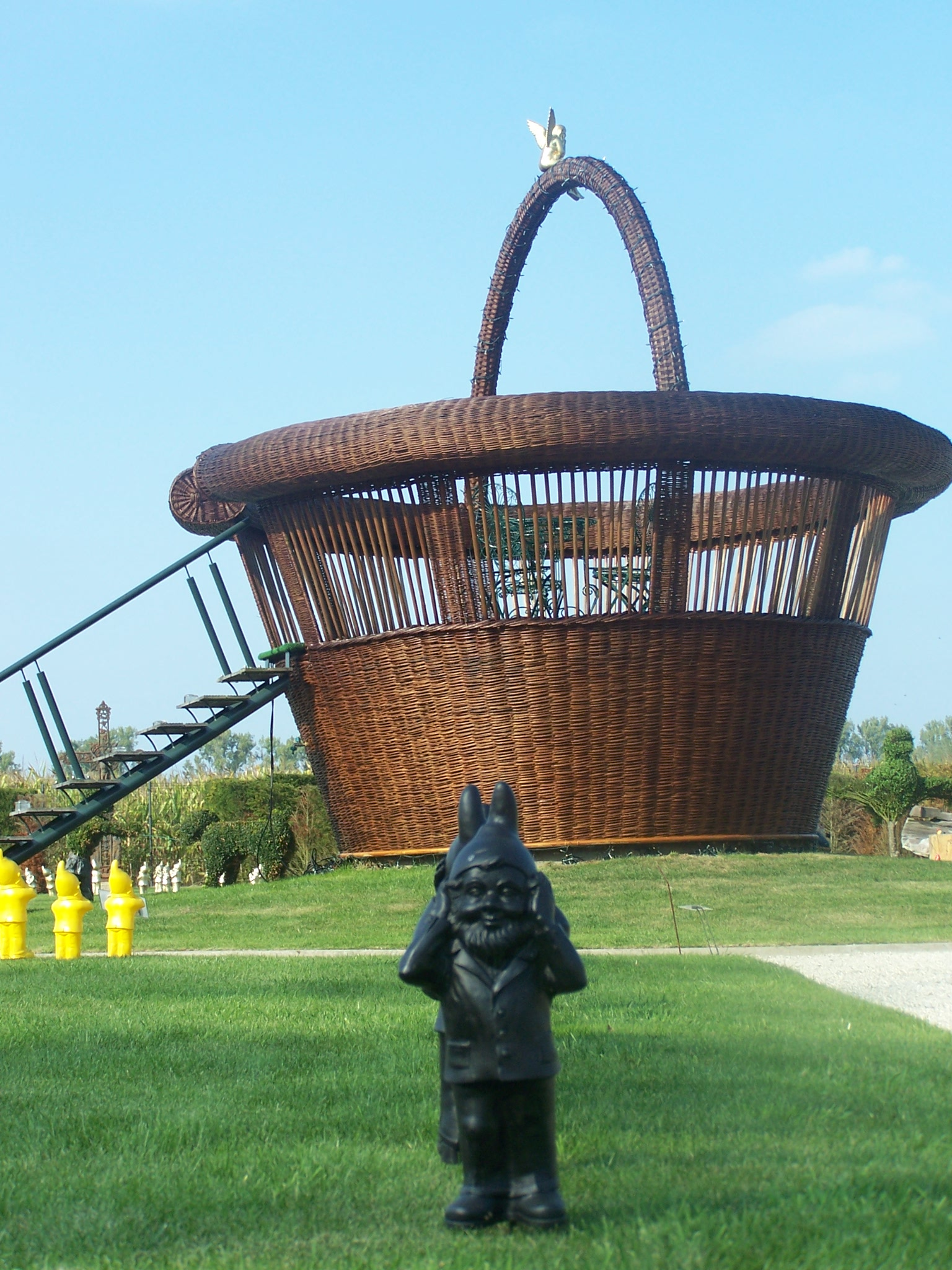
Park miejski

- Muzeum Walentyna (Valentinusmuseum), w jednym z klasztorów mieści się kaplica poświęcona św. Walentynemu Paquayowi
- muzeum literatury Villa Verbeelding
- opactwo Herkenrode w Kuringen, cysterskie opactwo powstało w 1182 roku i było jednym z najbogatszych opactw w Niderlandach. Istniało ono aż do rewolucji francuskiej. W 1998 roku Flandria odkupiła pozostałości opactwa wraz z otaczającym je terenem i rozpoczęła prace restauracyjne. W opactwie mieści się też dwuhektarowy ogród ziołowy
- Domein Kiewit, 100-hektarowy park krajobrazowy. Znajdują się w nim stawy i XIX-wieczna rezydencja
- park miejski, 1,5 ha. ogród, w którym sztuka miesza się z przyrodą

W 2004 roku Hasselt otrzymało tytuł „najbardziej towarzyskiego miasta we Flandrii”, i od tego samego roku przyjęło tytuł „Stolicy Dobrego Smaku”.

## Osoby

### urodzone w Hasselt
- Guy Bleus, artysta (ur. 1950)
- Willy Claes, polityk i były Sekretarz Generalny NATO (ur. 1938)
- Adrien de Gerlache, oficer marynarki belgijskiej i dowódca dwóch belgijskich ekspedycji na Antarktykę (1866–1934)
- Axelle Red, piosenkarka (ur. 1968)
- Hendrik van Veldeke, pierwszy znany z nazwiska niderlandzki pisarz (ok. 1140 – ok. 1190)
- Max Verstappen, holenderski kierowca wyścigowy, czterokrotny mistrz świata Formuły 1 w sezonach 2021, 2022, 2023 i 2024.

### związane z miastem
- Steve Stevaert, polityk (ur. 1954), zmarł tutaj

## Transport
W mieście znajduje się stacja kolejowa Hasselt.

## Wydarzenia
- kiermasz wrześniowy, nie tylko upamiętnia powstanie miasta, ale także zachowuje tradycje pogańskich świąt
- Kiewit to miejsce gdzie co roku dobywa się festiwal Pukkelpop, jeden z największych europejskich festiwali muzyki alternatywnej, podczas którego odbywa się ponad tysiąc koncertów. Festiwal ten odbywa się pod koniec sierpnia
- Rimpelrock, festiwal dla ludzi po pięćdziesiątce odbywał się w tym samym miejscu do 2013 r.
- wiele wydarzeń obywa się także w hali widowiskowej Trixxo Arena, największej w Belgii.

## Współpraca
Miejscowości partnerskie:
- Detmold, Niemcy
- Itami, Japonia
- Liège, Liège
- Mountain View, Stany Zjednoczone
- Sittard, Niderlandy